# Quando m’innamoro
«Quando m’innamoro» («Когда я влюбляюсь») — итальянская песня, написанная Даниэле Паче, Марио Панцери и Роберто Ливраги.
В 1968 году была представлена в конкурсной программе фестиваля в Сан-Ремо, где её исполняли по очереди 20-летняя итальянка Анна Идентичи и американское трио The Sandpipers. Заняла итоговое 6-е место со 126 очками.
Для Идентичи эта песня стала тогда самым большим успехом в карьере.
Английская версия, озаглавленная «A Man Without Love» («Мужчина без любви»), была написана вскоре Барри Мейсоном. Уже в конце апреля в исполнении Энгельберта Хампердинка она дебютировала в британском хит-параде, быстро достигнув первой десятки, где провела восемь недель, из них три на 2-м месте. В июне в список вошла и оригинальная италоязычная версия в исполнении трио Sandpipers, она достигла 33-го места.
Песня была адаптирована и на многие другие языки, включая японский. Есть, в том числе, и русская версия, «Верить в свою звезду», которую исполняет Юрий Охочинский. Французскую версию, озаглавленную «Comment te dire» («Как тебе сказать»), исполнял Джо Дассен.
По-итальянски эту песню записывали, в частности, Джильола Чинкветти, Эмилио Периколи и Андреа Бочелли.

## Чарты

### «A Man Without Love» (Энгельберт Хампердинк)
| Чарт (1968)                     | Высш. поз. |
| ------------------------------- | ---------- |
| Австрия (Ö3 Austria Top 40)     | 6          |
| Бельгия/Фландрия (Ultratop 50)  | 1          |
| Бельгия/Валлония (Ultratop 50)  | 1          |
| Нидерланды (Dutch Top 40)       | 6          |
| Нидерланды (Single Top 100)     | 5          |
| Германия (GfK)                  | 6          |
| Ирландия (IRMA)                 | 1          |
| Норвегия (VG-lista)             | 3          |
| Швейцария (Schweizer Hitparade) | 1          |
| Великобритания (OCC UK Singles) | 2          |
| США (Billboard Hot 100)         | 19         |

### «Comment te dire» (Джо Дассен)
| Чарты (1968)                   | Высш. поз. |
| ------------------------------ | ---------- |
| Бельгия/Валлония (Ultratop 50) | 2          |